# Договор за дружба и граници
Договорът за дружба и граници е договор между СССР и Германия, подписан на 28 септември 1939 г. от външните министри на двете страни Вячеслав Молотов и Йоахим фон Рибентроп, с който се признава унищожаването на независимата полска държава.
Договорът и секретните протоколи към него са следствие от Пакта Молотов-Рибентроп от 23 август 1939 година и фактически осигуряват тила на Германия.
Според договора на територията на бившата полска държава се установява граница между Германия и СССР (член 1), която е окончателна и двете страни се задължават да не допускат намеса на трети държави (член 2). Тази граница се разглежда като основа за развитието на бъдещи приятелски отношения между двете страни (член 4).
На 28 септември 1939 г. Германия и СССР излизат със съвместна декларация, подписана от фон Рибентроп, Сталин и Молотов, която гласи:
| „ | След като правителството на Германската империя и правителството на СССР чрез подписания днес договор, уредиха окончателно проблемите между двете страни, появили се вследствие разпадането на Полската държава, създавайки по този начин сигурна основа за продължителен мир в Източна Европа, те единодушно изказват своето убеждение, че ще е в интерес на всички народи да се преустанови положението на война, съществуващо в момента между Германия, от една страна, и Англия и Франция, от друга. В този смисъл двете правителства ще насочат общите си усилия, при възможност заедно с други приятелски сили, да се постигне тази цел колкото е възможно по-скоро. В случай, че усилията на двете правителства останат напразни, това ще докаже факта, че Англия и Франция са отговорни за продължаването войната и в случай на продължаване на войната, правителствата на Германия и на СССР ще встъпят във взаимни консултации по отношение на необходимите мерки. | “ |